# Bok de Korver
Johannes Marius "Bok" de Korver (Rotterdam, Holanda del Sud, 27 de gener de 1883 – Rotterdam, 22 d'octubre de 1957) va ser un futbolista neerlandès que va competir a començaments del segle xx. Jugà com a defensa i en el seu palmarès destaca dues medalles de bronze en la competició de futbol dels Jocs Olímpics de Londres de 1908 i 1912 i les lligues neerlandeses de futbol de les temporades 1909, 1911, 1912, 1913 i 1915, sempre com a membre de l'equip Sparta Rotterdam.
A la selecció nacional jugà un total de 31 partits, en què marcà 1 gol.